# 광산군 (1948년 선거구)
광산군은 대한민국의 옛 국회의원 선거구이다. 당시 전라남도 광산군의 전 지역을 관할했다.

## 역사
제헌 국회의원 선거를 앞두고 광산군 전 지역을 관할하는 선거구로 신설되었다.
제2대 국회의원 선거를 앞두고 광산군 선거구가 갑, 을로 분구되면서 폐지되었다.

## 역대 국회의원
| 선거   | 정당 | 정당   | 의원   |
| ------ | ---- | ------ | ------ |
| 1948년 |      | 무소속 | 박종남 |

## 역대 선거 결과

### 대한민국 제헌 국회의원 선거
|  | 52.18% |

|  | 37.35% |

|  | 10.45% |